# ゴルフ13
『ゴルフ13』（ゴルフサーティーン）は、赤衣丸歩郎による日本の漫画作品。『月刊少年マガジン』（講談社）増刊『マガジンイーノ』連載、全4巻。
『選ばれし聖なる魂』を持って生まれた主人公・球田球太郎と、ゴルフクラブに宿った13人の聖女の物語。タイトルのゴルフはゴキゲン・ルンルン・ファンタジーの略である。『マガジンGREAT』が『マガジンイーノ』に改称した2009年の1号から休刊となる2011年の14号まで連載、単行本書下ろしにて完結。

## あらすじ
史上最年少天才少年プロゴルファーの異名を持つ球田球太郎。
だがそれは彼の一面に過ぎず、球太郎にはSAT（聖アンドリュース財団）からの依頼により、過去に聖女の肉体と魂を宿して鋳造された13本ものゴルフクラブを手に入れる使命があった。
そして、第五聖女フィーナとの出逢いで球太郎の運命が一変・・・いや、ゴキゲン・ルンルン・ファンタジーが始まったのだ!!
・・・・・・いいのか？

## 登場人物
球田球太郎（たまだきゅうたろう）
本作の主人公で16歳の高校一年。聖アンドリュースの魂の継承者であり、筋金入りのスケベかつボケ担当で、その自宅には屋内と地下を含めて大量の（球太郎の父と祖父のも合わせて）エロ雑誌やエロビデオ、DVDで溢れている。しかし基本的にどんな女の子に対しても関係無く優しく、聖女達を元の人間の体に戻すことを自らに課している。
紗都子の指導とクラブ聖女達の協力と連携、そして自らの機転の良さで試練（？）を乗り越えていくが、いつもセクハラ同然の技を使う為に、その度に毎度聖女（主にフィーナ）の折檻を浴びる羽目になる。
フィーナ
15歳のメインヒロイン。英国人で神鉄の第五聖女。5番アイアン（マッシー）に宿る。お色気及び突っ込み担当で、胸のサイズは普乳。球太郎からは「フィー」と略されて呼ばれ、後にドロテアや、年少聖女達と共に球太郎の学校にも転校する。
清楚で淑やかな性格で、一応継承者である球太郎にも好意を抱いてはいるが、最初の出逢いでは半裸身を球太郎にモロに観られたり、球太郎の意志で着せ替えられた時にはいつも恥ずかしいコスチュームになる。しかも、ゴルフ勝負等で決まって球太郎が必殺技を使う際にセクハラを受けるため、勝利はするものの、その後で「悔い改めなさいバカーッ!!」と鉄槌を下すのがパターン。
イザベラ
神鉄の第一聖女。1番アイアン（ドライビング・アイアン）に宿る。元は紗都子が所有しており、左頬にサンマ傷があり、それを隠す為ベールで顔を覆っている。語尾などにカタカナが入る少々たどたどしい日本語でしゃべる。
元占い師であり、怪しげな呪術をつかい、眠っている相手に暗示をかけたり、その者の夢に人を送り込むといった技を見せる。胸のサイズはやや小さいが、胸から腰にかけてのボディラインは良い。
オリヴィア
神鉄の第三聖女。3番アイアン（ミッド・マッシー）に宿る。ダブルの三つ編みお下げ頭が特徴で、年齢は中学生と同年代。ステラの妹で、作中の聖女の中で唯一の姉妹関係。通常の人の目には見えない霊などを見る事も出き、フィーナよりも丁寧口調で、自分より年上の聖女全てに「姉様」などと、名前の後に様付けで呼ぶ。
聖女の中ではもっとも内気だが、球太郎に救出されるまで、拘束用ロープで縛られていたので、その為に（おもにロープを使った）マゾ属性に目覚め、球太郎のセクハラでも快感になってしまう。ある意味球太郎に対し、もっとも積極的な聖女。
アナスタシア
神鉄の第七聖女。7番アイアン（マッシー・ニブリック）に宿る。髪型はポニーテールで豪快な姉御肌の気性を持ち、男言葉だが、ショタコン性癖もあり、無類の酒好き。
聖女の中では一番長身の巨乳で、まとめ役でもあるが、それ故厳格な性格で、羽目を外すマリアや、毎度球太郎絡みでポカやスキを見せてばかりのフィーナにきついお灸を据える事もある。
マリア
白銀の聖女。 PW（ピッチング・ウェッジ）に宿る。金髪と作中聖女一の爆乳が特徴。
聖女の中で一番能天気な性格でかつ、自分の美貌への絶対の自信による露出癖を持ち、球太郎を誘惑したり、他の聖女達に球太郎とくっつく事をほのめかしたりするが、美貌が通じないと極度に落ち込む。
ドロテア
神木の第一聖女。スペイン人で1番ウッド（ドライバー）に宿る。ストレートのロングヘアーだが、たまに髪を縛ったりする。
聖女の中ではクラリスにも負ける一番の貧乳まな板ボディにコンプレックス（痩せた男呼ばわりすらされた）を持ち、その為に貧乳アイテムのデスブラジャーの呪いにかかった事もある。球太郎への想いは強いが、アナスタシアのような男言葉を使う上に、勝気な性格が災いしてなかなか想いを伝えられないツンデレでもある。
クラリス
神木の第五聖女。元王女でかつ、5番ウッド（クリーク）に宿る。聖女の中では最年少でかつとても身軽。年齢的には小学生で子供らしく、台詞が全てひらがなだが、大人びた事を云う。
紗都子（さとこ）
聖アンドリュースの伝承に従い、聖なるクラブを探すセントアンドリュース財団のメイドでかつ、球太郎のキャディー兼コーチで、聖なるクラブの継承者である球太郎の学校にまでやってきて、校長や担任ともよく接触していた。
隠し巨乳でもあり、恵那からは「牛乳年増メイド」と罵倒された。継承者球太郎に手を焼きながらも、バックアップし、時に敵となってまで協力する。
球田珠子（たまだたまこ）
球太郎の双子の妹で演劇部所属。周りからは「女球太郎」、「球太郎の女装バージョン」と呼ばれる程兄とそっくりな容姿。
比較的常識人で、スケベな兄の行動にはいつも悩まされ、聖女達と同様セクハラに制裁を加える事もあるが、目に映らない霊を見つけるオカルト属性も持っている。貧乳。
キャラウェイ・本田・恵那（きゃらうぇいほんだえな）
セントアンドリュース財団の聖なるクラブの使い手で、キャラウェイ家令嬢でかつツインテール女子高生。豪州支部から日本にステラを宿したアイアンを携えて球太郎に挑みに転校して来た。
母亡き後に、かつて母が挑んで敗れたアンゼロッタに立ち向かったものの返り討ちにされ、胸に×型の傷がつけられており、その復讐の為に様々な手を使おうと球太郎を「バカ太郎」と呼んで手下にしようとするが、球太郎のペースに逆に振り回されてしまう。
数学が得意だが貧乳で、紗都子に「雑魚乳娘」呼ばわりされる。
ステラ
神鉄の第六聖女。6番アイアン（スペード・マッシー）に宿り、オリヴィアの姉。恵那が所有しているが、恵那を逆に振り回す事が多い。
後ろ髪をまとめて下ろした髪型で、冷たい吊り目をしており、オリヴィアとは反対にサドな性格で、クラブ聖女はおろか、パートナー主人である恵那にさえ、苦痛を与えて苦しむ姿を見て喜んでいるが、最終的に恵那と共に仲間になる。
アンゼロッタ・ラストロット
「神帝」を自称するセントアンドリュース財団の聖なるクラブの使い手、量産聖女を引き連れ財団の掌握をはかる。その正体はフィーナの複製で、髪型が左右二本立つ以外にはフィーナと瓜二つ。
「である」といった王族のような口調が特徴。量産聖女を以て強大な力で球太郎達に襲いかかるが、その戦いで敗れた後、量産聖女と共に仲間になった。
ブリジット
神木の第三聖女。3番ウッド（スプーン）に宿る。アンゼロッタが所有し、聖女の中では唯一メガネっ娘。
聖（セント）アンドリュース
フィーナ達聖女をゴルフクラブに代えた張本人で、全ての聖女達の義父を名乗り、聖女達からもそう呼ばれる。400年前に来るべき未来への危機に備え、強大な力を持つ神鉄石を鋳造したゴルフクラブで、13人の聖女の肉体と魂を封じ込めた。しかし、それがゴルフクラブになったのは只の本人の趣味。
魂となった今でも娘達を気遣い、改造した事を申し訳無く思う一方で、パートナーの球太郎のセクハラに雷を落として天誅を下したり、娘達に26の余計（本人の意志に関係無しにパートナーが喜ぶような）な機能を追加している非常に理不尽かつ、極めて好い加減なタチの悪い性格。
セントフォゴット
試練の部屋があるセントフォゴット島の大司教。
大司教という地位にあるように、財団の内部に精通し、伝承の知識も豊富だが、球太郎同様に聖職者にはあるまじきかなりのドスケベでもあり、のぞきや痴漢などの行為で聖女達や紗都子からの仕置きを受けている。
ヘイスティングス
キャラウェイ家の執事。恵那の身の回りの世話をしている白髪眼鏡の老紳士。
恵那が亡き母に似て、力強く成長する姿を見て感激する一方、胸のサイズまで母親譲り（貧乳）になった事を憐れんでいた。

## 共演
作者の他誌作品である『仮面のメイドガイ』の単行本12巻のカバー裏表紙では、仮面のメイドガイ登場キャラクターとの共演が描かれている（ただし、主人公である富士原なえかは欠場）。
その中でコガラシによるフィーナ評は、全体の容姿と「Fが頭文字に付く名前は、誰か（フブキ）のようなD系譜に繋がる。」とのこと。裏にはメイドコスチュームのフィーナがフブキと共に描かれている。

## 単行本
1. ISBN 978-4-06-375870-2
2. ISBN 978-4-06-375963-1
3. ISBN 978-4-06-376061-3
4. ISBN 978-4-06-376131-3